# David White
David White, född David White Tricker den 26 november 1939 i Philadelphia, Pennsylvania, död 17 mars 2019 i Las Vegas, Nevada, var en amerikansk kompositör och sångtextförfattare.
Han har medverkat till sångerna At the Hop (svensk version: Jasså jul?) och 1-2-3 (förekommer i filmen Zingo).